# James Frawley
James Frawley (29 de septiembre de 1936 - 22 de enero de 2019) fue un director y actor cinematográfico y televisivo de nacionalidad estadounidense, miembro del Actors Studio desde el año 1961. Fue sobre todo conocido por dirigir The Muppet Movie en 1979 y la serie televisiva The Monkees.

## Biografía
Su nombre completo era James Joseph Frawley, y nació en Houston, Texas. Tuvo una corta carrera como actor, trabajando en papeles de reparto tanto en el cine como en la televisión desde 1963 a 1966. Una actuación destacada fue su papel como Fiscal de Distrito de Hawái Alvarez en el episodio de 1965 de la serie Perry Mason "The Case of the Feather Cloak". En 1966 fue contratado como director de la serie The Monkees, de la cual realizó la mitad de sus 58 episodios.
Su carrera como director abarcó más de cuatro décadas. Entre las series en las cuales fue director figuran Cagney & Lacey, Smallville, Ghost Whisperer y Judging Amy. También dirigió ocasionalmente largometrajes y telefilmes, destacando su trabajo en The Muppet Movie en 1979, película en la cual hizo un cameo. Su último trabajo como actor tuvo lugar en 1996 en la producción televisiva América Oculta.
Frawley ganó el Primetime Emmy a la mejor dirección - Serie de comedia en 1967 por el episodio "Royal Flush", de The Monkees, y fue nominado al mismo premio al siguiente año por otra entrega de la serie, "The Devil and Peter Tork".
James Frawley falleció en Indian Wells, California, el 22 de enero de 2019, a los 82 años de edad.

## Filmografía (selección)

### Director
- 1966-1968 : The Monkees
- 1967-1968 : That Girl
- 1971 : The Christian Licorice Store
- 1973 : Kid Blue
- 1976 : The Big Bus
- 1977-1978 : Columbo
- 1978-1979 : The Eddie Capra Mysteries
- 1979 : The Muppet Movie
- 1982-1984 : Magnum P.I.
- 1983-1985 : El espantapájaros y la señora King
- 1984-1988 : Cagney & Lacey
- 1985 : Fraternity Vacation
- 1990-1991 : Los misterios del padre Dowling
- 1992-1993 : Law & Order
- 1994-1995 : Picket Fences
- 1994-1996 : Chicago Hope
- 1997 : On the 2nd Day of Christmas
- 1998-1999 : Vengeance Unlimited
- 2000 : Los tres chiflados
- 2005-2006 : Ghost Whisperer
- 2001 : Smallville
- 1999-2005 : Judging Amy
- 2007 : Notes from the Underbelly
- 2007 : Dirty Sexy Money
- 2007-2009 : Grey's Anatomy
- 2008-2009 : Private Practice

### Actor
- 1963 : Greenwich Village Story
- 1963 : Ladybug Ladybug
- 1964 : The Troublemaker
- 1964 y 1966 : El agente de CIPOL (2 episodios)
- 1964 : The Outer Limits, episodio "The Inheritors"
- 1965 : The Dick Van Dyke Show, episodio "Fifty-Two, Forty-Five or Work"
- 1966 : McHale's Navy, 2 episodios
- 1966-1968 : The Monkees, 12 episodios
- 1966 : Wild Wild Winter
- 1966 : Hogan's Heroes, episodio "The Great Impersonation"
- 1966 : Mi marciano favorito, episodio "Doggone Martin"
- 1966 : Blue Light, episodio "Field of Dishonor"
- 1966 : I Spy, episodio "It's All Done with Mirrors"
- 1977 : Tracks
- 1979 : The Muppet Movie